# Pacyfikacja Szarowoli
Pacyfikacja Szarowoli – masowe mordy na polskiej ludności cywilnej dokonane przez okupantów niemieckich we wsi Szarowola w gminie Tomaszów Lubelski na Zamojszczyźnie.

## Zbrodnie niemieckie w Szarowoli
Podczas II wojny światowej i okupacji Polski przez III Rzeszę Niemiecką żandarmeria niemiecka dokonała pacyfikacji wsi Szarowola, mordując 12 osób i paląc 90 zabudowań. Trzy osoby spłonęły żywcem w zabudowaniach. Niemcy aresztowali też około 18 ludzi, których wywieziono do Zamościa i osadzono w niemieckim więzieniu gestapo w Rotundzie Zamojskiej. Nikt z tych osób już nie powrócił.
Powodem pacyfikacji było oskarżenie o udzielanie pomocy partyzantom.
Wieś była też kilkakrotnie pacyfikowana w 1943 i wysiedlona.